# Cmentarz żydowski w Wołczynie (Białoruś)
Cmentarz żydowski w Wołczynie – kirkut społeczności żydowskiej niegdyś zamieszkującej Wołczyn. Znajduje się w centrum miejscowości przy drodze do Niemirowa. Data powstania ani losy cmentarza nie są znane. Zachowało się kilkadziesiąt nagrobków.